# Florence (Minnesota)
Florence és una població dels Estats Units a l'estat de Minnesota. Segons el cens del 2000 tenia 61 habitants.

## Demografia
Segons el cens del 2000, Florence tenia 61 habitants, 21 habitatges, i 17 famílies. La densitat de població era de 94,2 habitants per km².
Dels 21 habitatges en un 42,9% hi vivien nens de menys de 18 anys, en un 71,4% hi vivien parelles casades, en un 4,8% dones solteres, i en un 19% no eren unitats familiars. En el 14,3% dels habitatges hi vivien persones soles el 4,8% de les quals corresponia a persones de 65 anys o més que vivien soles. El nombre mitjà de persones vivint en cada habitatge era de 2,9 i el nombre mitjà de persones que vivien en cada família era de 3,24.
Per edats la població es repartia de la següent manera: un 34,4% tenia menys de 18 anys, un 6,6% entre 18 i 24, un 29,5% entre 25 i 44, un 23% de 45 a 60 i un 6,6% 65 anys o més.
L'edat mediana era de 30 anys. Per cada 100 dones de 18 o més anys hi havia 122,2 homes.
La renda mediana per habitatge era de 43.125 $ i la renda mediana per família de 58.125 $. Els homes tenien una renda mediana de 13.750 $ mentre que les dones 31.250 $. La renda per capita de la població era de 16.312 $. Cap de les famílies estaven per davall del llindar de pobresa.

## Poblacions més properes
El següent diagrama mostra les poblacions més properes.